# دمیرجی
دمیرجی (به ترکی استانبولی: Demirci) شهری است در کشور ترکیه که در استان مانیسا واقع شده‌است. جمعیت این شهر بر اساس سرشماری سال ۲۰۰۸ میلادی ۱۸٬۵۷۲ نفر و بر اساس برآوردهای سال ۲۰۰۹ میلادی ۱۸٬۵۰۲ نفر می‌باشد.